# Зімольза
Зімольза (пол. Zimolza) — село в Польщі, у гміні Лютоцин Журомінського повіту Мазовецького воєводства.
Населення — 107 осіб (2011).
У 1975-1998 роках село належало до Цехановського воєводства.

## Демографія
Демографічна структура станом на 31 березня 2011 року:
|          | Загалом | Допрацездатний вік | Працездатний вік | Постпрацездатний вік |
| -------- | ------- | ------------------ | ---------------- | -------------------- |
| Чоловіки | 54      | 14                 | 30               | 10                   |
| Жінки    | 53      | 13                 | 26               | 14                   |
| Разом    | 107     | 27                 | 56               | 24                   |